# سا ملك غوجوسون
الملك سا هو الملك الحادي عشر من ملوك غجا جوسون. حكم خلال الفترة الممتدة من 896 ق. م حتى 843 ق. م. اسمه الحقيقي هو سا  (بالهانغل: 사، بالهانجا: 師). وخلفه على سدة الحكم يوم ملك غوجوسون (Ryun Wang).